# Calcarobiotus
Genre
Calcarobiotus est un genre de tardigrades de la famille des Macrobiotidae.

## Liste des espèces
Selon Degma, Bertolani et Guidetti, 2013 :
- Calcarobiotus (Calcarobiotus) Dastych, 1993
  - Calcarobiotus digeronimoi Pilato, Binda & Lisi, 2004
  - Calcarobiotus filmeri Dastych, 1993
  - Calcarobiotus gildae (Maucci & Durante Pasa, 1980)
  - Calcarobiotus hainanensis Li, Wang & Wang, 2008
  - Calcarobiotus imperialis Abe & Takeda, 2000
  - Calcarobiotus longinoi Kaczmarek, Michalczyk & Guidetti, 2006
  - Calcarobiotus occultus Dastych, 1993
  - Calcarobiotus parvicalcar Pilato & Lisi, 2009
- Calcarobiotus (Discrepunguis) Guidetti & Bertolani, 2001
  - Calcarobiotus polygonatus (Binda & Guglielmino, 1991)
  - Calcarobiotus tetrannulatus Pilato, Binda & Lisi, 2004

## Publications originales
- Dastych, 1993 : A new genus and four new species of semiterrestrial water-bears from South Africa (Tardigrada). Mitteilungen aus dem Hamburgischen Zoologischen Museum und Institut, vol. 90, p. 175-186.
- Guidetti & Bertolani, 2001 : An evolutionary line of the Macrobiotinae (Tardigrada, Macrobiotidae): Calcarobiotus and related species. Italian Journal of Zoology (Modena), vol. 68, no 3, p. 229-233.